# 21 stycznia
21 stycznia jest 21. dniem w kalendarzu gregoriańskim. Do końca roku pozostało 344 (w latach przestępnych 345) dni.

## Święta
- Imieniny obchodzą: Agnieszka, Awit, Awita, Długomił, Epifani, Epifaniusz, Eulogia, Eulogiusz, Jan Chrzciciel, Jarosław, Jarosława, Jerosława, Józef, Józefa, Krystiana, Meinrad, Patrokles, Publiusz i Sobiesława.
- Bułgaria, Polska – Dzień Babci
- Barbados – Dzień Errola Barrowa
- Dominikana – Święto Matki Boskiej z Altagracia
- Wspomnienia i święta w Kościele katolickim[1][2] obchodzą:
  - św. Agnieszka (dziewica i męczennica)
  - św. Epifaniusz z Pawii (biskup)

## Wydarzenia w Polsce
- 1521 – Wojna pruska: wojska wielkiego mistrza Albrechta Hohenzollerna zajęły, w wyniku zdrady członków rady miejskiej, Nowe Miasto Lubawskie.
- 1787 – Poświęcono Staromiejski ewangelicki kościół farny w Bydgoszczy.
- 1898 – Uruchomiono pierwszą linię tramwaju elektrycznego w Legnicy.
- 1919 – Naczelnik Państwa Józef Piłsudski wydał rozkaz specjalny o nadaniu weteranom powstania styczniowego uprawnień żołnierzy Wojska Polskiego.
- 1923 – Odbyło się pierwsze zebranie organizacyjne Towarzystwa Uniwersytetu Robotniczego, socjalistycznej organizacji oświatowo-kulturalnej, związanej z PPS. Przewodniczyli mu senator Bolesław Limanowski i poseł Ignacy Daszyński.
- 1937 – Premiera komedii filmowej Pani minister tańczy w reżyserii Juliusza Gardana.
- 1940 – Wybuchło powstanie czortkowskie skierowane przeciwko sowieckim wojskom okupacyjnym.
- 1943 – Zakończyła się druga akcja deportacyjna Żydów z warszawskiego getta, podczas której Niemcy wywieźli i zgładzili w Treblince ok. 5 tys. osób (18−21 stycznia).
- 1945:
  - Armia Czerwona zajęła Gniezno, Inowrocław, Kępno, Myślenice, Namysłów, Nowe Miasto Lubawskie, Olecko, Ostrzeszów, Piechcin, Płock, Rypin, Szubin, Wieliczka i Żnin.
  - W Polskiej Cerekwi (Groß Neukirch) na Opolszczyźnie strażnicy z SS zamordowali 19 niezdolnych do chodzenia więźniów, ewakuowanych z obozu koncentracyjnego Auschwitz.
- 1953 – Przed Wojskowym Sądem Rejonowym w Krakowie rozpoczął się proces oskarżonych o szpiegostwo księży z miejscowej kurii.
- 1954 – Kombinat Metalurgiczny w Nowej Hucie otrzymał imię Włodzimierza Lenina.
- 1959 – Domniemana katastrofa UFO w Gdyni.
- 1975 – Premiera filmu Bilans kwartalny w reżyserii Krzysztofa Zanussiego.
- 1985 – Premiera filmu Ręce do góry w reżyserii Jerzego Skolimowskiego.
- 1990 – We Wrocławiu i w Legnicy zanotowano rekordową temperaturę stycznia dla tych miast (+19,7 °C).
- 1991 – Został ustanowiony Ordynariat Polowy Wojska Polskiego. Biskupem polowym został ks. Sławoj Leszek Głódź.
- 1999 – Sejm RP przyjął ustawę o sejmowej komisji śledczej.
- 2000 – Kampinoski Park Narodowy został wpisany na światową listę rezerwatów biosfery UNESCO.
- 2001 – Premiera filmu Sezon na leszcza w reżyserii Bogusława Lindy.
- 2006 – W Warszawie założono Komitet Pomocy i Obrony Represjonowanych Pracowników (KPiORP).
- 2008 – Została ujawniona seksafera w Urzędzie Miasta w Olsztynie.
- 2011 – Na Wielkiej Krokwi w Zakopanem Adam Małysz wygrał swój 39. i ostatni w karierze konkurs Pucharu Świata w skokach narciarskich.
- 2016 – Premiera filmu sensacyjno-kryminalnego Pitbull. Nowe porządki w reżyserii Patryka Vegi.

## Wydarzenia na świecie

Ścięcie Ludwika XVI na rycinie z 1793 roku

- 41 – Klaudiusz został wybrany na cesarza rzymskiego.
- 62 – Neron ożenił się z Poppeą Sabiną.
- 1276 – Francuski kardynał Pierre de Tarentaise został wybrany na papieża i przyjął imię Innocenty V.
- 1482 – Portugalczycy założyli São Jorge da Mina (obecnie Elmina w Ghanie), pierwszą europejską osadę w Afryce Zachodniej.
- 1525 – W Zollikon koło Zurychu założono pierwszą gminę anabaptystyczną.
- 1526 – Wielki książę moskiewski Wasyl III poślubił swą drugą żonę Helenę Glińską.
- 1535 – W następstwie tzw. afery plakatów w Paryżu zorganizowano uroczystą procesję przebłagalną, podczas której adorowano konsekrowaną hostię i spalono na stosach kilkunastu „heretyków”.
- 1612 – Papież Paweł V utworzył administraturę apostolską Mozambiku.
- 1643 – Holender Abel Tasman odkrył dla Europejczyków Tongatapu, największą wyspę archipelagu Tonga.
- 1652 – Włoch Alessandro Gottifredi został generałem zakonu jezuitów.
- 1720 – III wojna północna: w Sztokholmie podpisano szwedzko-pruski traktat pokojowy. Królestwo Prus uzyskało część Pomorza ze Szczecinem.
- 1749 – Spłonął doszczętnie Teatro Filarmonico w Weronie.
- 1775 – W Moskwie odbyła się publiczna egzekucja przywódcy antyfeudalnego powstania kozackiego Jemieljana Pugaczowa.
- 1789 – W Bostonie została wydana pierwsza amerykańska powieść The Power of Sympathy Williama Hilla Browna.
- 1793 – Rewolucja francuska: zgilotynowano skazanego na śmierć za zdradę stanu króla Ludwika XVI.
- 1794 – Rewolucja francuska: rozpoczęła się brutalna pacyfikacja powstania w departamencie Wandea w zachodniej Francji.
- 1833 – W Paryżu został utworzony Związek Jedności Narodowej z księciem Adamem Jerzym Czartoryskim na czele.
- 1848 – Wiosna Ludów: w Palermo podpisano ugodę kończącą powstanie przeciwko absolutystycznym rządom króla Obojga Sycylii Ferdynanda II Burbona.
- 1849 – Poświęcono anglikański kościół Chrystusa w Jerozolimie.
- 1862 – Powstało niemieckie przedsiębiorstwo motoryzacyjne Opel, początkowo produkujące maszyny do szycia, a następnie rowery.
- 1896 – Założono argentyński klub piłkarski CA Banfield.
- 1897 – Na Krecie wylądowały oddziały greckie z zamiarem wsparcia antytureckiego powstania i zjednoczenia wyspy z Grecją.
- 1908 – W Wiedniu odbyła się premiera operetki Mąż trzech żon Ferenca Lehára.
- 1911:
  - Oddano do użytku reprezentacyjny biurowiec Metrópolis w Madrycie.
  - Rozpoczął się 1. Rajd Monte Carlo.
- 1913 – Aristide Briand został po raz drugi premierem Francji.
- 1917 – W trzęsieniu ziemi na indonezyjskiej wyspie Bali zginęło ok. 1500 osób.
- 1919:
  - Parlament w Dublinie przyjął nową konstytucję i ogłosił niepodległość Irlandii.
  - W Chuście na Zakarpaciu powołano Centralną Radę Ukraińską.
- 1920 – Zakończyła się paryska konferencja pokojowa na której podpisano traktat wersalski.
- 1921:
  - Premiera filmu niemego Brzdąc w reżyserii Charliego Chaplina.
  - Została założona Włoska Partia Komunistyczna.
- 1925 – Proklamowano Republikę Albanii.
- 1929 – Dominikana i Haiti zawarły traktat graniczny.
- 1930 – Domingos Oliveira został premierem Portugalii.
- 1931 – Isaac Isaacs jako pierwszy Australijczyk został gubernatorem generalnym Australii.
- 1932 – W Helsinkach podpisano fińsko-radziecki pakt o nieagresji.
- 1940 – Wojna zimowa: lotnictwo radzieckie zbombardowało fińskie Oulu.
- 1941 – W Rumunii doszło do nieudanej próby zamachu stanu dokonanej przez faszystowską Żelazną Gwardię.
- 1942 – II wojna światowa w Afryce: rozpoczęła się niemiecko-włoska kontrofensywa w Cyrenajce.
- 1943:
  - 19 osób zginęło w katastrofie łodzi latającej w Ukiah w Kalifornii.
  - Kampania śródziemnomorska: u wybrzeży Korsyki brytyjski okręt podwodny HMS Sahib storpedował i zatopił U-Boota U-301, w wyniku czego zginęło 45 spośród 46 członków załogi.
- 1944 – japoński statek „Ikoma Maru”, przewożący 611 indyjskich jeńców wojennych, został zatopiony przez amerykański okręt podwodny USS „Seahorse”. Zginęło 418 jeńców.
- 1948 – Przyjęto flagę Quebecu.
- 1949 – Czang Kaj-szek ustąpił z funkcji prezydenta Republiki Chińskiej.
- 1954 – Został zwodowany USS „Nautilus”, pierwszy okręt podwodny o napędzie atomowym.
- 1959 – ZSRR przekazał Polsce stację polarną Oazis w Antarktyce. Otrzymała nazwę Stacja im. A.B. Dobrowolskiego.
- 1960:
  - 37 osób zginęło w katastrofie kolumbijskiego samolotu Lockheed Constellation w Montego Bay na Jamajce.
  - 437 górników zginęło w katastrofie w kopalni Coalbrook w Południowej Afryce.
- 1964 – NASA wystrzeliła satelitę telekomunikacyjnego Relay 2.
- 1968:
  - 31 północnokoreańskich komandosów zaatakowało pałac prezydencki w Seulu. 29 z nich zginęło, jeden został ujęty, a drugiemu udało się zbiec do Korei Północnej. Po stronie południowokoreańskiej zginęło kilkudziesięciu żołnierzy oraz 3 Amerykanów.
  - Amerykański bombowiec typu B-52, z czterema bombami wodorowymi na pokładzie, rozbił się w pobliżu Grenlandii.
  - Wojna wietnamska: rozpoczęła się bitwa pod Khe Sanh.
- 1969:
  - Doszło do wypadku jądrowego w szwajcarskiej podziemnej elektrowni atomowej w Lucens.
  - W wyniku zamachu bombowego na supermarket w Jerozolimie zginęły 2 osoby, a 8 zostało rannych.
- 1972 – Utworzono indyjskie stany Manipur i Tripura.
- 1976 – Odbyły się dwa pierwsze komercyjne rejsy samolotów Concorde: z Londynu do Bahrajnu i z Paryża do Rio de Janeiro.
- 1977 – Nowy prezydent USA Jimmy Carter ogłosił amnestię dla osób uchylających się od służby wojskowej w trakcie wojny wietnamskiej.
- 1978:
  - 66-letni ukraiński były więzień polityczny Oleksa Hirnyk dokonał samospalenia w proteście przeciwko rusyfikacji Ukraińców, systemowi komunistycznemu i przynależności Ukrainy do ZSRR.
  - Leander w Teksasie uzyskał prawa miejskie.
- 1980 – W katastrofie irańskiego Boeinga 727 w prowincji Markazi na zachodzie Iranu zginęło 120 osób.
- 1981 – DeLorean Motor Company rozpoczęła w Irlandii Północnej produkcję samochodu sportowego DeLorean DMC-12, znanego z serii filmów Powrót do przyszłości.
- 1982 – Premiera filmu przygodowego Klasztor Shaolin w reżyserii Hsin-yang Changa.
- 1985:
  - Andrzej Czok i Jerzy Kukuczka dokonali pierwszego zimowego wejścia na ośmiotysięcznik Dhaulagiri w Himalajach.
  - W katastrofie samolotu Lockheed Electra w Reno w stanie Nevada zginęło 70 osób.
- 1986 – 30 osób zginęło, a 132 zostały ranne w wyniku wybuchu samochodu-pułapki we wschodnim Bejrucie.
- 1992 – Rada Bezpieczeństwa ONZ wezwała Libię do wydania podejrzanych o dokonanie zamachów na samoloty Pan Am i UTA w 1988 i 1989 roku.
- 1996 – W katastrofie indonezyjskiego promu „Gurita” u wybrzeży indonezyjskiej wyspy Sumatra zginęło 340 osób.
- 1997 – W Pradze została podpisana czesko-niemiecka deklaracja o wzajemnych stosunkach i ich przyszłym rozwoju.
- 1998 – Papież Jan Paweł II rozpoczął podróż apostolską na Kubę.
- 2000 – Prezydent Ekwadoru Jamil Mahuad został zmuszony do dymisji w wyniku protestów społecznych.
- 2001 – Niemka Jutta Kleinschmidt jako pierwsza kobieta wygrała Rajd Dakar w kategorii samochodów.
- 2004 – Założono peruwiański klub piłkarski CD Universidad San Martín de Porres.
- 2005 – Siły bezpieczeństwa zdławiły tygodniowe zamieszki w Belize wywołane podniesieniem podatków.
- 2006 – Austriacka policja odzyskała wartą 50 mln euro złotą solniczkę Salierę, skradzioną w maju 2003 roku z muzeum w Wiedniu.
- 2008 – Na Alasce zmarła Marie Smith, ostatnia osoba posługująca się językiem eyak.
- 2009 – Papież Benedykt XVI zdjął ekskomunikę z czterech biskupów wyświęconych w 1988 roku przez tradycjonalistycznego francuskiego biskupa Marcela Lefebvre’a.
- 2010 – Przyjęto nową konstytucję Angoli znoszącą stanowisko premiera, stawiającą na czele rządu prezydenta i wprowadzającą dodatkowo funkcję wiceprezydenta.
- 2013 – Djimrangar Dadnadji został premierem Czadu.
- 2017 – 41 osób zginęło, a 68 zostało rannych w wyniku wykolejenia pociągu w pobliżu stacji Kuneri w indyjskim stanie Andhra Pradesh.
- 2019 – Argentyński piłkarz Emiliano Sala i pilot zginęli w katastrofie awionetki Piper PA-46 Malibu na kanale La Manche.
- 2021 – Surangel Whipps Jr. został prezydentem Palau.
- 2023 – W strzelaninie w Monterey Park w Kalifornii zginęło 12 osób, wliczając sprawcę, a 9 zostało rannych.

## Urodzili się
- 1277 – Galeazzo I Visconti, regent Mediolanu (zm. 1328)
- 1338 – Karol V Mądry, król Francji (zm. 1380)
- 1537 – Anton Maria Salviati, włoski duchowny katolicki, biskup Saint-Papoul, nuncjusz apostolski, kardynał (zm. 1602)
- 1565 – Maria Anna od Jezusa Navarro, hiszpańska zakonnica, mistyczka, błogosławiona (zm. 1624)
- 1592 – Francesco Boncompagni, włoski duchowny katolicki, biskup Fano, arcybiskup Neapolu, kardynał (zm. 1641)
- 1611 – Krzysztof Opaliński, polski magnat, poeta, polityk, marszałek Trybunału Głównego Koronnego (zm. 1655)
- 1655 – Antonio Molinari, włoski malarz, grafik (zm. 1704)
- 1659 – Adriaen van der Werff, holenderski malarz (zm. 1722)
- 1714 – Anna Morandi Manzolini, włoska anatom (zm. 1774)
- 1716 – Georg Christoph Grooth, niemiecko-rosyjski malarz portrecista (zm. 1749)
- 1721 – James Murray, brytyjski wojskowy, polityk kolonialny (zm. 1794)
- 1725 – Jiří Ignác Linek, czeski kompozytor (zm. 1791)
- 1732 – Fryderyk Eugeniusz, książę Wirtembergii (zm. 1797)
- 1735 – Johann Gottfried Eckard, niemiecki pianista, kompozytor (zm. 1809)
- 1738 – Ethan Allen, amerykański generał, polityk (zm. 1789)
- 1743 – John Fitch, amerykański wynalazca, konstruktor parowców (zm. 1798)
- 1746 – Tomasz Mikołaj Dubray, francuski duchowny katolicki, męczennik, błogosławiony (zm. 1792)
- 1757 – Elijah Paine, amerykański prawnik, przedsiębiorca, polityk, senator (zm. 1842)
- 1759:
  - Sebastian Dunikowski, polski oficer, uczestnik insurekcji kościuszkowskiej (zm. 1794)
  - Alois Josef Krakovský z Kolowrat, czeski duchowny katolicki, biskup hradecki, arcybiskup metropolita praski i prymas Czech (zm. 1833)
- 1763 – Augustin Robespierre, francuski rewolucjonista (zm. 1794)
- 1775 – Manuel del Pópulo Vicente García, hiszpański śpiewak i kompozytor operowy, pedagog (zm. 1832)
- 1784 – Peter De Wint, brytyjski malarz (zm. 1849)
- 1786 – Michael Martin Lienau, niemiecki kupiec, ogrodnik, polityk, badacz starożytności (zm. 1861)
- 1796 – Maria z Hesji-Kassel, księżniczka Hesji-Kassel, wielka księżna Meklemburgii-Strelitz (zm. 1880)
- 1804:
  - Moritz von Schwind, austriacki malarz, rysownik (zm. 1871)
  - Eliza R. Snow, amerykańska poetka, mormońska działaczka religijna (zm. 1887)
- 1805 – Florian Aaron, rumuński dziennikarz, polityk (zm. 1887)
- 1806 – William Quarter, amerykański duchowny katolicki, biskup Chicago pochodzenia irlandzkiego (zm. 1848)
- 1807 – Franciszek Ksawery Groër, polski chirurg (zm. 1876)
- 1808:
  - Bronisław Ferdynand Trentowski, polski filozof, pedagog (zm. 1869)
  - Antun Vakanović, chorwacki prawnik, publicysta, polityk, ban Chorwacji (zm. 1894)
- 1811 – Annibale Capalti, włoski kardynał (zm. 1877)
- 1813 – John Frémont, amerykański generał, podróżnik, odkrywca, polityk, senator (zm. 1890)
- 1814 – Władysław Euzebiusz Kosiński, polski oficer w służbie pruskiej, publicysta, polityk (zm. 1887)
- 1815 – Horace Wells, amerykański stomatolog, pionier anestezjologii (zm. 1848)
- 1817 – Amálie Mánesová, czeska malarka (zm. 1883)
- 1818 – Adam Honory Kirkor, polski wydawca, dziennikarz, archeolog, encyklopedysta (zm. 1886)
- 1824 – Thomas Jackson, amerykański generał konfederacki (zm. 1863)
- 1828 – Henryk Piotr Kossowski, polski duchowny katolicki, biskup pomocniczy kujawsko-kaliski (zm. 1903)
- 1829 – Oskar II, król Szwecji i Norwegii (zm. 1907)
- 1832 – Augustyn Szamarzewski, polski duchowny katolicki, wielkopolski działacz społeczny (zm. 1891)
- 1839 – Katarzyna Volpicelli, włoska zakonnica, święta (zm. 1894)
- 1840 – Sophia Jex-Blake, szkocka lekarka, sufrażystka (zm. 1912)
- 1842 – Aleksander Littich, polski major, uczestnik powstania styczniowego, weterynarz (zm. 1893)
- 1843:
  - Otto Heubner, niemiecki pediatra (zm. 1926)
  - Émile Levassor, francuski pionier motoryzacji, kierowca wyścigowy (zm. 1897)
- 1845:
  - Harriet Backer, norweska malarka (zm. 1932)
  - Franz von Sales Maria Doppelbauer, austriacki duchowny katolicki, biskup Linzu (zm. 1908)
- 1847:
  - Joseph Le Bel, francuski chemik (zm. 1930)
  - Edward Aleksander Raczyński, polski kolekcjoner, polityk (zm. 1926)
- 1848 – Henri Duparc, francuski kompozytor (zm. 1933)
- 1850 – Józef Ostrowski, polski polityk, członek Rady Regencyjnej (zm. 1923)
- 1851 – Józef Allamano, włoski zakonnik, błogosławiony (zm. 1926)
- 1852 – Gabrielius Landsbergis-Žemkalnis, litewski dramaturg, reżyser teatralny, działacz odrodzenia narodowego (zm. 1916)
- 1855 – George Rowland Hill, angielski sędzia i działacz rugby union (zm. 1928)
- 1859 – Antoni Rutkowski, pianista, kompozytor (zm. 1886)
- 1860 – Karl Staaff, szwedzki polityk, premier Szwecji (zm. 1915)
- 1861 – Feliks Morawski, polski lekarz, działacz społeczno-oświatowy (zm. 1929)
- 1862:
  - Giuseppe Aversa, włoski duchowny katolicki, arcybiskup, nuncjusz apostolski (zm. 1917)
  - Ignacy Kliński, polski działacz społeczno-narodowy (zm. 1926)
- 1867 – Maxime Weygand, francuski generał (zm. 1965)
- 1868:
  - Luis Gallardo Pérez, hiszpański malarz, prawnik, burmistrz Burgos (zm. 1937)
  - Felix Hoffmann, niemiecki chemik, wynalazca (zm. 1946)
- 1869 – Agnelo de Souza, indyjski duchowny katolicki, Sługa Boży (zm. 1927)
- 1870 – Kazimierz Sławiński, polski chemik, wykładowca akademicki (zm. 1941)
- 1872 – Adolfo Lozano Sidro, hiszpański malarz, ilustrator (zm. 1935)
- 1874 – Wincenty Witos, polski działacz ruchu ludowego, polityk, premier RP (zm. 1945)
- 1879 – Pierre Gauthier, francuski żeglarz sportowy (zm. ?)
- 1880 – George Van Biesbroeck, belgijsko-amerykański astronom (zm. 1974)
- 1881:
  - Stepan Czarnecki, ukraiński poeta, tłumacz, aktor, reżyser, krytyk teatralny i muzyczny, dziennikarz, publicysta (zm. 1944)
  - Ernst Fast, szwedzki lekkoatleta, maratończyk (zm. 1959)
  - Ivan Ribar, chorwacki polityk komunistyczny, prezydent Jugosławii (zm. 1968)
- 1882:
  - Marian Andrzejewski, polski architekt, urbanista, inżynier, budowniczy (zm. 1962)
  - Pawieł Fłorienski, rosyjski duchowny i teolog prawosławny, filozof, esteta, biolog, fizyk, elektrotechnik, chemik, matematyk, wynalazca, poliglota, poeta pochodzenia ormiańskiego (zm. 1937)
  - Francis Gailey, australijski pływak (zm. 1972)
- 1883:
  - Olav Aukrust, norweski poeta (zm. 1929)
  - James H. Duff, amerykański polityk, senator (zm. 1969)
  - Matt Hynes, brytyjski przeciągacz liny (zm. 1926)
- 1884 – Wacław Aleksandrowicz, polski kapitan piechoty, działacz niepodległościowy (zm. 1926)
- 1885:
  - Duncan Grant, brytyjski malarz (zm. 1978)
  - Seishirō Itagaki, japoński generał, polityk (zm. 1948)
  - André Lagache, francuski kierowca wyścigowy (zm. 1938)
  - Umberto Nobile, włoski generał, polarnik, konstruktor sterowców (zm. 1978)
  - Harold Wilson, brytyjski lekkoatleta, średniodystansowiec (zm. 1932)
- 1886:
  - Zygmunt Pietruszczyński, polski profesor nauk rolniczych (zm. 1965)
  - John Stahl, amerykański reżyser, scenarzysta i producent filmowy pochodzenia żydowskiego (zm. 1950)
- 1887:
  - Zygmunt Beczkowicz, polski prawnik, polityk, wojewoda nowogrodzki i wileński, senator RP (zm. 1985)
  - Wolfgang Köhler, niemiecko-amerykański psycholog, wykładowca akademicki (zm. 1967)
  - Anna Łubieńska, polska działaczka społeczna i oświatowa (zm. 1960)
  - Anna Margolin, żydowska poetka (zm. 1952)
  - Désiré Paternoster, belgijski piłkarz (zm. 1952)
- 1889:
  - Boleslovas Jonas Masiulis, litewski prawnik, polityk (zm. 1965)
  - Jerzy Potocki, polski ziemianin, rotmistrz, dyplomata, polityk, senator RP (zm. 1961)
  - Pitirim Sorokin, amerykański socjolog, wykładowca akademicki pochodzenia rosyjskiego (zm. 1968)
  - Edith Mary Tolkien, brytyjska pianistka (zm. 1971)
- 1890 – Feliks Haczyński, polski dziennikarz (zm. 1946)
- 1891:
  - Albert Battel, niemiecki prawnik, porucznik (zm. 1952)
  - Francisco Lázaro, portugalski lekkoatleta, maratończyk (zm. 1912)
  - Franz Sedlacek, austriacki malarz, chemik (zm. 1945)
  - Kazimierz Szosland, polski major administracji, jeździec sportowy (zm. 1944)
- 1892:
  - Eugeniusz (Kobranow), rosyjski biskup i święty prawosławny (zm. 1937)
  - Feliks Przesmycki, polski bakteriolog, wirusolog, wykładowca akademicki (zm. 1974)
- 1893:
  - Mary Angeline Teresa McCrory, szkocka zakonnica, czcigodna Służebnica Boża (zm. 1984)
  - Paweł Siwek, polski jezuita, filozof, tłumacz, wykładowca akademicki (zm. 1986)
- 1894 – Edgar Beyn, niemiecki żeglarz sportowy (zm. 1963)
- 1895:
  - Cristóbal Balenciaga, hiszpański projektant mody (zm. 1972)
  - Noe Itō, japońska publicystka, eseistka, anarchistka, krytyk społeczny, feministka (zm. 1923)
  - Roman Piotrowski, polski architekt, polityk, poseł na Sejm PRL, minister budownictwa (zm. 1988)
  - Davíð Stefánsson, islandzki poeta, dramaturg, nowelista (zm. 1964)
- 1896:
  - Artur Anders, niemiecki polityk (zm. 1976)
  - Alphonse Burnand, amerykański żeglarz sportowy (zm. 1981)
  - Lewan Ghoghoberidze, gruziński i radziecki polityk (zm. 1937)
  - Paula Hitler, Austriaczka, siostra Adolfa (zm. 1960)
  - Henryk Langerman, polsko-ukraiński malarz pochodzenia żydowskiego (zm. 1944)
  - Teodoros Stefanidis, grecko-brytyjski poeta, prozaik, tłumacz, przyrodnik (zm. 1983)
- 1897:
  - René Iché, francuski rzeźbiarz (zm. 1954)
  - Ernest Thomas Morrow, kanadyjski pilot wojskowy, as myśliwski (zm. 1949)
  - J. Carrol Naish, amerykański aktor (zm. 1973)
- 1898:
  - Ahmad Szah Kadżar, szach Persji (zm. 1930)
  - Rudolph Maté, amerykański operator i reżyser filmowy pochodzenia żydowskiego (zm. 1964)
  - Maksym Rudczyk, polski rolnik, polityk, poseł na Sejm PRL (zm. 1991)
  - Ignacy Skorobohaty, polski major pilot (zm. 1942)
- 1899:
  - John Bodkin Adams, brytyjski lekarz pochodzenia irlandzkiego (zm. 1983)
  - Isaac Antcher, francuski malarz pochodzenia żydowskiego (zm. 1992)
  - Gyula Mándi, węgierski piłkarz, trener (zm. 1969)
- 1900:
  - Elof Ahrle, szwedzki aktor, reżyser filmowy (zm. 1965)
  - Fernando Quiroga y Palacios, hiszpański duchowny katolicki, arcybiskup Santiago de Compostela, kardynał (zm. 1971)
  - Agnieszka Ślązak, polska Sprawiedliwa wśród Narodów Świata (zm. 1980)
  - Oleg Wołkow, rosyjski pisarz, publicysta, tłumacz (zm. 1996)
- 1901:
  - Giuseppe Burzio, włoski duchowny katolicki, arcybiskup, nuncjusz apostolski (zm. 1966)
  - Stanisława Agnieszka Falkus, polska zakonnica, Służebnica Boża, męczennica (zm. 1945)
  - Friedrich Karm, estoński piłkarz (zm. 1980)
  - Janusz Meissner, polski kapitan pilot, pisarz, dziennikarz (zm. 1978)
  - Eduard Spörri, szwajcarski rzeźbiarz, rysownik (zm. 1995)
  - Artur Steinhagen, polski przemysłowiec (zm. 1942)
  - Ricardo Zamora, hiszpański piłkarz, bramkarz (zm. 1978)
- 1902 – Filip Johansson, szwedzki piłkarz (zm. 1976)
- 1903:
  - Wiktor Czerniawski, radziecki generał-major (zm. 1977)
  - Konrad Dzięgielewski, polski okulista (zm. 1977)
  - Gieorgij Nisskij, radziecki malarz (zm. 1987)
  - Raymond Suvigny, francuski sztangista (zm. 1945)
- 1904:
  - Stanisław Bukowski, polski inżynier architekt, urbanista, konserwator zabytków (zm. 1979)
  - Puck van Heel, holenderski piłkarz (zm. 1984)
  - John Porter, kanadyjski hokeista (zm. 1997)
  - Edris Rice-Wray, amerykańska lekarka (zm. 1990)
  - Sylvio Serpa, brazylijski piłkarz (zm. 1975)
  - Eugeniusz Szparkowski, polski architekt, malarz (zm. 1985)
- 1905:
  - Christian Dior, francuski projektant mody, kostiumograf filmowy (zm. 1957)
  - Józef Kut, polski duchowny katolicki, męczennik, błogosławiony (zm. 1942)
  - Werner Neumann, niemiecki muzykolog, wykładowca akademicki (zm. 1991)
  - Bolesław Surówka, polski dziennikarz, recenzent teatralny (zm. 1980)
  - Wanda Wasilewska, polska pisarka, działaczka komunistyczna, polityk, wiceprzewodnicząca PKWN (zm. 1964)
- 1906:
  - Federico Brewster, argentyński lekkoatleta, sprinter i płotkarz pochodzenia brytyjskiego (zm. ?)
  - Maria Dąbrowska, polska rolniczka, polityk, poseł na Sejm PRL (zm. 1999)
  - Tadeusz Zygmunt Lorenz, polski chirurg, urolog, wykładowca akademicki (zm. 1986)
  - Igor Moisiejew, rosyjski tancerz, choreograf (zm. 2007)
- 1907:
  - Carlo Cavagnoli, włoski bokser (zm. 1991)
  - Gumercindo Gómez, boliwijski piłkarz (zm. 1980)
  - Jānis Mendriks, litewski marianin, Sługa Boży (zm. 1953)
  - Helena Pietryka, polska żołnierka Batalionów Chłopskich (zm. 2006)
- 1908:
  - Otto Lang, amerykański producent filmowy, narciarz, instruktor narciarstwa pochodzenia austriackiego (zm. 2006)
  - Bengt Strömgren, duński astronom, astrofizyk (zm. 1987)
- 1909:
  - Igor Dmitrijew, radziecki polityk (zm. 1998)
  - Juliusz Joksch, polski piłkarz (zm. 1978)
  - Teofilo Spasojević, jugosłowiański piłkarz (zm. 1970)
- 1910:
  - Pierre du Bourguet, francuski jezuita, archeolog, egiptolog, koptolog, bizantynolog (zm. 1988)
  - Franciszek Gruszka, polski kapitan pilot (zm. 1940)
  - Rosa Kellner, niemiecka lekkoatletka, sprinterka (zm. 1974)
  - Eugenia Krassowska-Jodłowska, polska polityk, poseł na Sejm i członkini Rady Państwa PRL (zm. 1986)
  - Kazimierz Kraszewski, polski komandor pilot (zm. 1990)
  - Leonid Lubiennikow, radziecki polityk (zm. 1988)
  - Hideo Shinojima, japoński piłkarz (zm. 1975)
  - Károly Takács, węgierski strzelec sportowy (zm. 1976)
- 1911:
  - Dickie Carr, indyjski hokeista na trawie, lekkoatleta, sprinter (zm. 2000)
  - Lee Yoo-hyung, japoński piłkarz pochodzenia koreańskiego (zm. 2003)
- 1912:
  - Konrad Bloch, amerykański biochemik, wykładowca akademicki, laureat Nagrody Nobla pochodzenia żydowskiego (zm. 2000)
  - Hanna Rembowska, polska przedszkolanka, ilustratorka (zm. 1947)
  - Alfred Szklarski, polski pisarz (zm. 1992)
  - Józef Zator-Przytocki, polski duchowny katolicki, podpułkownik AK (zm. 1978)
- 1913:
  - Henry Pybus Bell-Irving, kanadyjski dowódca wojskowy, działacz państwowy (zm. 2002)
  - Jerzy Dominik, polski kapitan, żołnierz AK, uczestnik powstania warszawskiego (zm. 1944)
- 1914:
  - Mieczysław Pietrzyk, polski kapitan pilot (zm. 1980)
  - Roland Puhr, niemiecki funkcjonariusz i zbrodniarz nazistowski (zm. 1964)
- 1915 – Orazio Mariani, włoski lekkoatleta, sprinter (zm. 1981)
- 1916:
  - Stanisław Malczyk, polski plutonowy lotnictwa (zm. 1944)
  - Pietro Rava, włoski piłkarz, trener (zm. 2006)
  - Félix Sienra, urugwajski żeglarz sportowy (zm. 2023)
- 1917:
  - Erling Persson, szwedzki przedsiębiorca (zm. 2002)
  - Eric Wennerberg, szwedzki bobsleista (zm. 2001)
- 1918:
  - Robert Blake, amerykański teoretyk zarządzania (zm. 2004)
  - Marcelino Camacho, hiszpański związkowiec, polityk (zm. 2010)
  - Vicenç Sasot, hiszpański piłkarz, trener (zm. 1985)
  - Richard Winters, amerykański major (zm. 2011)
- 1919:
  - Stanisława Fleszarowa-Muskat, polska pisarka, poetka, dramaturg, publicystka (zm. 1989)
  - Pierre Georges, francuski komunista, działacz ruchu oporu (zm. 1944)
- 1920 – Errol Barrow, barbadoski polityk, premier Barbadosu (zm. 1987)
- 1921:
  - Maria Lisa Cinciari Rodano, włoska działaczka feministyczna, polityk, eurodeputowana (zm. 2023)
  - Walentin Jeżow, rosyjski scenarzysta filmowy (zm. 2004)
  - Henryk Koczara, polski generał dywizji (zm. 2006)
  - Andreas Ostler, niemiecki bobsleista (zm. 1988)
  - Józef Sałaciński, polski profesor doktor inżynier telekomunikacji (zm. 1998)
  - Haydée Santamaría, kubańska rewolucjonistka, działaczka kulturalna i państwowa (zm. 1980)
  - Iwan Tieniszczew, radziecki generał-pułkownik, polityk (zm. 2006)
- 1922:
  - Tadeusz Kosudarski, polski aktor (zm. 1972)
  - Franciszek Postawka, polski kierowca i pilot rajdowy (zm. 1985)
  - Telly Savalas, amerykański aktor, piosenkarz pochodzenia greckiego (zm. 1994)
  - Paul Scofield, brytyjski aktor (zm. 2008)
- 1923:
  - Dina Babbitt, czesko-amerykańska rysowniczka, więźniarka Auschwitz-Birkenau pochodzenia żydowskiego (zm. 2009)
  - Lola Flores, hiszpańska tancerka flamenco, pieśniarka (zm. 1995)
  - Alberto de Mendoza, argentyński aktor (zm. 2011)
  - Pahiño, hiszpański piłkarz (zm. 2012)
  - Teofil Sałyga, polski kolarz szosowy i torowy (zm. 2001)
- 1924:
  - Şəfiqə Axundova, azerska kompozytorka (zm. 2013)
  - Madhu Dandavate, indyjski polityk (zm. 2005)
  - Benny Hill, brytyjski aktor, komik (zm. 1992)
- 1925:
  - Izabella Bielińska, polska pisarka
  - Marian Czochra, polski neurochirurg (zm. 2020)
  - Arnold Skaaland, amerykański wrestler, trener (zm. 2007)
  - Štefan Vrablec, słowacki duchowny katolicki, biskup pomocniczy Bratysławy (zm. 2017)
- 1926:
  - Nina Azolina, radziecka pionierka, konspiratorka (zm. 1943)
  - Clive Donner, brytyjski reżyser i montażysta filmowy (zm. 2010)
  - Franco Evangelisti, włoski kompozytor (zm. 1980)
  - Steve Reeves, amerykański aktor, kulturysta (zm. 2000)
  - Robert J. White, amerykański neurochirurg (zm. 2010)
- 1927:
  - Stanisław Hachorek, polski piłkarz (zm. 1988)
  - Rudolf Krause, niemiecki piłkarz, trener (zm. 2003)
  - Tadeusz Łepkowski, polski historyk (zm. 1989)
- 1928:
  - Reynaldo Bignone, argentyński generał, polityk, prezydent Argentyny (zm. 2018)
  - János Kornai, węgierski ekonomista (zm. 2021)
  - Gene Sharp, amerykański politolog, pisarz, teoretyk rewolucji bez przemocy (zm. 2018)
- 1929:
  - Janusz Brych, polski polityk, poseł na Sejm PRL, dyplomata (zm. 2011)
  - Stanisław Loth, polski operator i reżyser filmowy
  - Florentyn Piwosz, polski duchowny katolicki, filozof, benedyktyn, prowincjał bernardynów (zm. 2018)
- 1930:
  - John Boles, amerykański duchowny katolicki, biskup Bostonu (zm. 2014)
  - John Campbell-Jones, brytyjski kierowca wyścigowy (zm. 2020)
  - Tadeusz Cepak, polski generał brygady, prawnik (zm. 2019)
  - Mainza Chona, zambijski polityk, premier i wiceprezydent Zambii (zm. 2011)
  - Zdzisław Zabłotny, polski polityk, poseł na Sejm RP (zm. 2010)
- 1931:
  - Boris Archangielski, rosyjski szachista (zm. 2010)
  - Lechosław Goździk, polski związkowiec, samorządowiec (zm. 2008)
  - Yoshiko Kuga, japońska aktorka (zm. 2024)
- 1932 – Emilie Benes Brzezinski, amerykańska rzeźbiarka (zm. 2022)
- 1933:
  - Habib Thiam, senegalski polityk, premier Senegalu (zm. 2017)
  - Krzysztof Winiewicz, polski operator filmowy (zm. 1986)
- 1934:
  - Jan Gross, polski pisarz, satyryk (zm. 2010)
  - Ann Wedgeworth, amerykańska aktorka (zm. 2017)
- 1935:
  - Arthur Ayrault, amerykański wioślarz (zm. 1990)
  - Ryszard Krawiarz, polski piłkarz (zm. 2023)
  - Felipe Tejeda García, meksykański duchowny katolicki, biskup pomocniczy archidiecezji meksykańskiej (zm. 2018)
  - Lidia Żmihorska, polska malarka, pedagog (zm. 2007)
- 1936:
  - Kōji Hashimoto, japoński reżyser filmowy (zm. 2005)
  - Jerzy Vetulani, polski psychofarmakolog, neurobiolog, biochemik (zm. 2017)
- 1937:
  - Zbigniew Bargielski, polski kompozytor, pedagog
  - Zenon Celegrat, polski wojskowy, agent CIA
  - Christian de Chalonge, francuski reżyser i scenarzysta filmowo-telewizyjny
  - Ludwig Hoffmann von Rumerstein, austriacki prawnik, wielki komandor zakonu joannitów (zm. 2022)
  - Ernest Lluch, kataloński przedsiębiorca, polityk (zm. 2000)
  - Rita Petrozzi, włoska zakonnica katolicka, założycielka Wspólnoty Cenacolo (zm. 2023)
  - Chodżakuli Narlijew, turkmeński reżyser filmowy
- 1938:
  - Romano Fogli, włoski piłkarz, trener (zm. 2021)
  - Zygmunt Gadecki, polski piłkarz (zm. 2000)
  - Krzysztof Kaczanowski, polski antropolog (zm. 2016)
- 1939:
  - Paul Genevay, francuski lekkoatleta, sprinter (zm. 2022)
  - Friedel Lutz, niemiecki piłkarz (zm. 2023)
  - Edward Ozimek, polski fizyk, akustyk (zm. 2021)
  - Wiaczesław Płatonow, rosyjski siatkarz, trener (zm. 2005)
  - Anna Polony, polska aktorka
- 1940:
  - Þórólfur Beck, islandzki piłkarz, trener (zm. 1999)
  - Jack Nicklaus, amerykański golfista
  - Patrick Robinson, brytyjski pisarz
- 1941:
  - Plácido Domingo, hiszpański śpiewak operowy (tenor), dyrygent
  - Richie Havens, amerykański piosenkarz folkowy (zm. 2013)
  - Mike Medavoy, amerykański producent filmowy
  - Agnieszka Smolicz-Pytlik, polska nauczycielka, polityk, poseł na Sejm PRL
  - Satam ibn Abd al-Aziz Al Su’ud, saudyjski książę (zm. 2013)
- 1942:
  - Eugène Camara, gwinejski polityk, premier Gwinei (zm. 2019)
  - Mac Davis, amerykański piosenkarz country, aktor (zm. 2020)
  - Andrzej Fedorowicz, polski aktor
  - Han Pil-hwa, północnokoreańska łyżwiarka szybka
- 1943:
  - Piotr Gawron, polski rzeźbiarz, pedagog (zm. 2023)
  - Stanisław Handzlik, polski hutnik, związkowiec, samorządowiec, polityk, poseł na Sejm RP
  - Zdravko Hebel, chorwacki piłkarz wodny, działacz sportowy (zm. 2017)
  - Michał Nawrocki, polski fizyk, działacz społeczny (zm. 2018)
  - Alfons Peeters, belgijski piłkarz (zm. 2015)
  - Kenzō Yokoyama, japoński piłkarz, trener
- 1944:
  - Emanuel Jardim Fernandes, portugalski prawnik, samorządowiec, polityk, eurodeputowany (zm. 2025)
  - Hasso Plattner, niemiecki przedsiębiorca
- 1945:
  - Shigeo Itō, japoński tenisista stołowy
  - Martin Shaw, brytyjski aktor
- 1946:
  - Dariusz Górecki, polski prawnik, polityk, senator RP
  - Władysław Olszewski, polski inżynier, samorządowiec, wiceprezydent Opola, członek zarządu województwa opolskiego (zm. 2025)
  - Miguel Reina, hiszpański piłkarz, bramkarz
- 1947:
  - Marek Głogowski, polski poeta, prozaik, autor tekstów piosenek, dziennikarz, tłumacz
  - Aleksandr Gusiew, rosyjski hokeista, trener (zm. 2020)
  - Pye Hastings, szkocki gitarzysta, wokalista, członek zespołu Caravan
  - Michel Jonasz, francuski piosenkarz, aktor pochodzenia węgierskiego
  - Rabije Kadir, ujgurska bizneswoman, działaczka polityczna
  - Bogusław Mec, polski piosenkarz, kompozytor (zm. 2012)
  - Joseph Nicolosi, amerykański psycholog (zm. 2017)
  - Thomas Olmsted, amerykański duchowny katolicki, biskup Phoenix
  - Wiron Polidoras, grecki prawnik, polityk
  - David Preiss, czeski matematyk
  - Giuseppe Savoldi, włoski piłkarz
  - Louis Watunda, kongijski trener piłkarski (zm. 2007)
  - Roberto Zywica, argentyński piłkarz, trener pochodzenia polskiego (zm. 2025)
- 1948:
  - Zygmunt Kukla, polski piłkarz, bramkarz (zm. 2016)
  - Stefan Michał Kwiatkowski, polski technolog kształcenia, profesor nauk humanistycznych, nauczyciel akademicki
  - Franciszek Maśluszczak, polski malarz, grafik, rysownik
- 1949:
  - Adelquis Remón Gay, kubański szachista, trener (zm. 1992)
  - Clifford Ray, amerykański koszykarz
  - Witold Świadek, polski pilot sportowy (zm. 1990)
  - Trương Tấn Sang, wietnamski polityk, prezydent Wietnamu
- 1950:
  - Marion Becker, niemiecka lekkoatletka, oszczepniczka
  - Andrzej Chłopecki, polski muzykolog, teoretyk, krytyk muzyczny (zm. 2012)
  - Eglantina Kume, albańska aktorka
  - Silke Maier-Witt, niemiecka terrorystka
  - Josep Marín, hiszpański lekkoatleta, chodziarz
  - Billy Ocean, amerykański piosenkarz
  - Penka Stojanowa, bułgarska koszykarka (zm. 2019)
  - Joseph Tanner, amerykański inżynier lotnictwa, pilot doświadczalny, astronauta
  - Agnes van Ardenne, holenderska polityk
- 1951:
  - Janusz Guzdek, polski samorządowiec, wójt Łagiewnik, starosta dzierżoniowski
  - Eric Holder, amerykański prawnik, polityk
  - Anna Kľuková, słowacka śpiewaczka operowa (sopran liryczny) (zm. 2010)
  - Adam Krzysztofiak, polski skoczek narciarski (zm. 2008)
- 1953:
  - Paul Allen, amerykański przedsiębiorca, współzałożyciel korporacji Microsoft (zm. 2018)
  - Milan Gaľa, słowacki polityk, eurodeputowany (zm. 2012)
  - Mariusz Puchalski, polski aktor (zm. 2021)
  - Józef Żywiec, polski polityk, samorządowiec, poseł na Sejm RP (zm. 2003)
- 1954:
  - Paweł Arndt, polski samorządowiec, polityk, poseł na Sejm RP
  - Christina Christowa, bułgarska polityk
  - Anna Jabłecka, polska farmakolog, profesor nauk medycznych
  - Thomas de Maizière, niemiecki polityk
  - Janusz Sikora, polski duchowny luterański, radca Konsystorza Kościoła (zm. 2024)
  - Phil Thompson, angielski piłkarz
  - José Traquina, portugalski duchowny katolicki, biskup Santarém
- 1955:
  - Peter Fleming, amerykański tenisista
  - Jeff Koons, amerykański malarz, rzeźbiarz
  - Nello Musumeci, włoski polityk, prezydent regionu Sycylia
  - Grzegorz Walendzik, polski polityk, samorządowiec, poseł na Sejm RP
- 1956:
  - Robby Benson, amerykański aktor, reżyser, piosenkarz pochodzenia żydowskiego
  - Luigina Bissoli, włoska kolarka szosowa i torowa
  - Rob Brill, amerykański perkusista, członek zespołu Berlin
  - Geena Davis, amerykańska aktorka
  - Adeline Hazan, francuska prawniczka, eurodeputowana
  - Hubert Pawłowski, polski strzelec sportowy
- 1957:
  - Ndriçim Xhepa, albański aktor
  - Juan Ignacio Zoido, hiszpański samorządowiec, polityk
- 1958:
  - Arben Imami, albański aktor, polityk
  - Husajn Said, iracki piłkarz
  - Janusz Seweryn, polski koszykarz, trener
  - Ryszard Ścigała, polski fizyk, menedżer, samorządowiec, prezydent Tarnowa
  - Klaus Thiele, niemiecki lekkoatleta, sprinter
  - Michael Wincott, kanadyjski aktor
- 1959:
  - Siergiej Alifirienko, rosyjski strzelec sportowy
  - Alex McLeish, szkocki piłkarz, trener
  - Oskar Roehler, niemiecki reżyser i scenarzysta filmowy, pisarz
- 1960:
  - Dmitrij Charatjan, rosyjski aktor, reżyser filmowy pochodzenia ormiańskiego
  - Mieczysław Morański, polski aktor (zm. 2020)
  - Mike Terrana, amerykański perkusista
  - Jacek Wójcicki, polski aktor, piosenkarz
- 1961:
  - Pia Christmas-Møller, duńska polityk
  - Kevin Cramer, amerykański polityk, senator
  - Jaromir Dziel, polski lekarz, samorządowiec, prezydent Gniezna
  - Stanisław Jarosz, polski samorządowiec, polityk, senator RP
  - Aram Mattioli, szwajcarski historyk
  - Paul Reedy, australijski wioślarz
  - Małgorzata Ruchała, polska biegaczka narciarska, biathlonistka, trenerka
  - Pēteris Ugrjumovs, łotewski kolarz szosowy pochodzenia rosyjskiego
  - Andrzej Walkowiak, polski dziennikarz, samorządowiec, polityk, poseł na Sejm RP
- 1962:
  - Małgorzata Kujawa, polska koszykarka
  - Gregory Paul Martin, brytyjski aktor
  - Neofit (Masuras), cypryjski biskup prawosławny
  - Roman Mrázek, słowacki lekkoatleta, chodziarz
  - Isabelle Nanty, francuska aktorka, reżyserka i scenarzystka filmowa
  - Gabriele Pin, włoski piłkarz, trener
  - Agnieszka Siwek, polska lekkoatletka, sprinterka
  - Zoran Thaler, słoweński przedsiębiorca, polityk
  - Marie Trintignant, francuska aktorka (zm. 2003)
- 1963:
  - Krzysztof Kononowicz, polski aktywista lokalny, działacz polityczny, osobowość internetowa, celebryta (zm. 2025)
  - Jarosław Marzec, polski lekkoatleta, sprinter (zm. 1998)
  - Hakeem Olajuwon, amerykański koszykarz pochodzenia nigeryjskiego
  - Mariusz Sabiniewicz, polski aktor (zm. 2007)
  - Detlef Schrempf, niemiecki koszykarz
  - Jacek Swakoń, polski polityk, poseł na Sejm RP
  - Zofia Więciorkowska, polska lekkoatletka, biegaczka
- 1964:
  - Manolo Jiménez, hiszpański piłkarz, trener
  - Gérald Passi, francuski piłkarz
  - Aleksandar Šoštar, serbski piłkarz wodny
- 1965:
  - Jam Master Jay, amerykański didżej, producent muzyczny (zm. 2002)
  - Manfred Stücklschwaiger, niemiecki aktor
- 1966:
  - Farhat Abdrajmow, kazachski aktor (zm. 2021)
  - Ennio Arlandi, włoski szachista
  - Robert Del Naja, brytyjski muzyk, wokalista, członek zespołu Massive Attack
- 1967:
  - Zoran Dragišić, serbski polityk
  - Behruz Jari, irański zapaśnik
  - Alfred Jermaniš, słoweński piłkarz
  - Neil McDonald, angielski szachista
  - Artaszes Minasjan, ormiański szachista
  - Gorō Miyazaki, japoński reżyser filmów anime, architekt krajobrazu
  - Stanisław Sawczenko, ukraiński szachista
  - Jean-Pierre Vuillemin, francuski duchowny katolicki, biskup pomocniczy Metz
- 1968:
  - Dmitrij Fomin, rosyjski siatkarz
  - Martin Lynes, australijski aktor
  - Charlotte Ross, amerykańska aktorka
  - Ilja Smirin, białoruski i izraelski szachista
  - Robert Talarczyk, polski aktor, reżyser, scenarzysta, dramaturg
- 1969:
  - Andrij Annenkow, ukraiński piłkarz
  - Gitte Lillelund Bech, duńska polityk
  - Eduard Hämäläinen, białoruski i fiński lekkoatleta, wieloboista
  - Karina Lombard, amerykańska aktorka
  - Natalla Stasiuk, białoruska wioślarka
- 1970:
  - Alen Bokšić, chorwacki piłkarz
  - Aleksandra Gramała, polska prawnik, polityk, poseł na Sejm RP
  - Marcin Kiljan, polski wokalista, kompozytor
  - Radosław Orchowicz, polski duchowny katolicki, biskup pomocniczy gnieźnieński
  - Marian van de Wal, holenderska piosenkarka
- 1971:
  - Uni Arge, farerski piłkarz, muzyk, dziennikarz
  - Rafael Berges, hiszpański piłkarz, trener
  - Piotr Błazeusz, polski generał dywizji
  - Dmitrij Chlestow, rosyjski piłkarz
  - Jarosław Dymek, polski strongman
  - Siergiej Klewczenia, rosyjski łyżwiarz szybki
  - Alan McManus, szkocki snookerzysta
  - Makoto Sasamoto, japoński zapaśnik
  - Doug Weight, amerykański hokeista, trener i działacz hokejowy
  - Rahim Zafer, turecki piłkarz
- 1972:
  - Goran Bošković, czarnogórski koszykarz, trener
  - Capucho, portugalski piłkarz
  - Sławomir Ćwik, polski prawnik, samorządowiec, polityk, poseł na Sejm RP
  - Anita Kucharska-Dziedzic, polska pedagog, działaczka społeczna, poseł na Sejm RP
  - Hanna Szuszkiewicz, polska piłkarka ręczna
  - Tweet, amerykańska piosenkarka, kompozytorka
  - Sabina Valbusa, włoska biegaczka narciarska
- 1973:
  - Robert Hayles, brytyjski kolarz szosowy i torowy
  - Edvinas Krungolcas, litewski pięcioboista nowoczesny
  - Agnieszka Liszka-Dobrowolska, polska socjolog, dziennikarka, rzecznik prasowy Rady Ministrów
  - Flavio Maestri, peruwiański piłkarz
- 1974:
  - Malena Alterio, argentyńska aktorka
  - Arthémon Hatungimana, burundyjski lekkoatleta, średniodystansowiec
  - David Joerger, amerykański trener koszykówki
  - Agnieszka Rylik, polska bokserka
  - Aleksandr Szatskich, kazachski piłkarz (zm. 2020)
  - Grzegorz Wajda, polski muzyk rockowy
- 1975:
  - Antonio Álvarez, hiszpański piłkarz
  - Nicky Butt, angielski piłkarz
  - Oliver Dulić, serbski lekarz, polityk
  - Casey FitzRandolph, amerykański łyżwiarz szybki
  - Yūji Ide, japoński kierowca wyścigowy
  - Dalibor Matanić, chorwacki reżyser i scenarzysta filmowy.
  - Alaksandr Jermakowicz, białoruski piłkarz, trener
  - Florin Șerban, rumuński reżyser, scenarzysta i producent filmowy
  - Bea Simóka, węgierska pięcioboistka nowoczesna
- 1976:
  - Amin Asikainen, fiński bokser
  - Emma Bunton, brytyjska wokalistka, autorka tekstów, aktorka
  - Anna Koroza, polska judoczka
  - Igors Stepanovs, łotewski piłkarz
- 1977:
  - Bradley Carnell, południowoafrykański piłkarz
  - Anatolie Guidea, mołdawski i rumuński zapaśnik
  - Kirsten Klose, niemiecka lekkoatletka, młociarka
  - Loïc Lerouge, francuski lekkoatleta, czterystumetrowiec
  - Ulrike Maisch, niemiecka lekkoatletka, maratonka
  - Rafał Malicki, polski producent muzyczny, kompozytor, realizator dźwięku, członek duetu Mosqitoo
  - Katerina Marku, grecka polityk
  - Phil Neville, angielski piłkarz
  - Agnieszka Przyjemska, polska strzelczyni sportowa
  - Hussein Sulaimani, saudyjski piłkarz
  - Jerry Trainor, amerykański aktor, komik, reżyser telewizyjny i filmowy
  - Agnieszka Zalewska, polska pływaczka
- 1978:
  - Rachael Bland, brytyjska dziennikarka, prezenterka radiowa i telewizyjna (zm. 2018)
  - David Coulibaly, malijski piłkarz
  - Dmytro Jakuszyn, ukraiński hokeista, trener
  - Bogusław Kudłek, polski aktor
  - Sven Schmid, niemiecki szpadzista
- 1979:
  - Mamadou Diabang, senegalski piłkarz
  - Melendi, hiszpański piosenkarz
  - Brian O’Driscoll, irlandzki rugbysta
- 1980:
  - Troy Dumais, amerykański skoczek do wody
  - Karsten Forsterling, australijski wioślarz
  - Lee Kyung-won, południowokoreańska badmintonistka
  - Kevin McKenna, kanadyjski piłkarz
  - Nana Mizuki, japońska piosenkarka, autorka tekstów, aktorka głosowa
  - Gifton Noel-Williams, angielski piłkarz
  - Alexander Os, norweski biathlonista
  - Xavier Pons, hiszpański kierowca rajdowy
  - David Ruud, szwedzki żużlowiec
- 1981:
  - Ivan Ergić, serbski piłkarz
  - Roberto Guana, włoski piłkarz
  - Dany Heatley, kanadyjski hokeista
  - Roman Kapitonenko, ukraiński bokser
  - Izabella Miko, polska aktorka
  - Michel Teló, brazylijski piosenkarz, kompozytor, tancerz
- 1982:
  - Nicolas Mahut, francuski tenisista
  - Sarah Ourahmoune, francuska pięściarka
  - Simon Rolfes, niemiecki piłkarz
  - Xu Jie, polska tenisistka stołowa pochodzenia chińskiego
  - Józef (Todorowski), macedoński biskup prawosławny
  - Petr Vampola, czeski hokeista
- 1983:
  - Monique Adamczak, australijska tenisistka pochodzenia polskiego
  - Victor Leandro Bagy, brazylijski piłkarz
  - Natalja Bielinska, rosyjska lekkoatletka, tyczkarka
  - Swietłana Chodczenkowa, rosyjska aktorka
  - Paweł Rusek, polski siatkarz
  - Francesca Segat, włoska pływaczka
- 1984:
  - Can Arat, turecki piłkarz pochodzenia ormiańskiego
  - Mohamed Gabal, egipski siatkarz
  - Luke Grimes, amerykański aktor
  - Amy Hastings, amerykańska lekkoatletka, biegaczka długodystansowa
  - Wes Morgan, angielski piłkarz pochodzenia jamajskiego
  - Sebastian Szałachowski, polski piłkarz
- 1985:
  - Artur Bietierbijew, rosyjski bokser
  - Aura Dione, duńska piosenkarka, autorka tekstów piosenek
  - Salvatore Giunta, amerykański żołnierz
  - Siergiej Grankin, rosyjski siatkarz
  - Agnieszka Musiał, polska piosenkarka
  - Sasza Piwowarowa, rosyjska modelka
  - Lidia Sadowa, polska aktorka
  - Ryan Suter, amerykański hokeista
  - Rob Williams, brytyjski wioślarz
- 1986:
  - Tiffany Dodds, kanadyjska siatkarka
  - Shōta Horie, japoński rugbysta
  - Gina Mambrú, dominikańska siatkarka
  - Ana Moura, portugalska badmintonistka
  - Siergiej Ogorodnikow, rosyjski hokeista (zm. 2018)
  - Mariusz Prudel, polski siatkarz
  - Jonathan Quick, amerykański hokeista
- 1987:
  - Tariku Bekele, etiopski lekkoatleta, długodystansowiec
  - Aida Hadžialić, szwedzka polityk
  - Nikola Jeftić, serbski koszykarz
  - Hanna Konsek, polska piłkarka
  - Sun Shengnan, chińska tenisistka
  - Dominika Urbaniak, polska koszykarka
  - Maša Zec Peškirič, słoweńska tenisistka
- 1988:
  - Stijn Dejonckheere, belgijski siatkarz
  - Ashton Eaton, amerykański lekkoatleta, wieloboista
  - Rolands Freimanis, łotewski koszykarz
  - Vanessa Hessler, włoska modelka, aktorka
  - Ałeksandar Łazewski, macedoński piłkarz
  - Valérie Tétreault, kanadyjska tenisistka
  - Pieter Timmers, belgijski pływak
  - Nemanja Tomić, serbski piłkarz
- 1989:
  - Kayla Banwarth, amerykańska siatkarka
  - Siergiej Fiesikow, rosyjski pływak
  - Henrich Mychitarian, ormiański piłkarz
  - Hubert Pabian, polski koszykarz
  - Maryna Pauława, białoruska siatkarka
  - Zhang Shuai, chińska tenisistka
- 1990:
  - Barbara Benkó, węgierska kolarka górska, szosowa i przełajowa
  - Antoniu Buci, rumuński sztangista
  - Emre Can, turecki szachista
  - André Martins, portugalski piłkarz
  - Jarosław Mokros, polski koszykarz
  - Irina Ołogonowa, rosyjska zapaśniczka
- 1991:
  - Ali Al-Busaidi, omański piłkarz
  - Mychajło Fedorow, ukraiński przedsiębiorca, polityk
  - Mohammad Ghadir, izraelski piłkarz pochodzenia arabskiego
  - Jan Hirt, czeski kolarz szosowy
  - Aleh Jewienka, białoruski hokeista
  - Brayden McNabb, kanadyjski hokeista
  - Mateusz Mika, polski siatkarz
  - Alfredo Ortuño, hiszpański piłkarz
  - Luis Rodríguez, meksykański piłkarz
  - Natalia Rutkowska, polska kolarka torowa
- 1992:
  - Verónica Cepede Royg, paragwajska tenisistka
  - Tom Kühnhackl, niemiecki hokeista
  - Logan O’Brien, amerykański aktor
  - Marija Vuković, czarnogórska lekkoatletka, skoczkini wzwyż
  - Ronwen Williams, południowoafrykański piłkarz, bramkarz
- 1993:
  - Cris Cab, amerykański piosenkarz pochodzenia kubańskiego
  - Clément Mignon, francuski pływak
- 1994:
  - Anna-Lena Freese, niemiecka lekkoatletka, sprinterka
  - Laura Robson, brytyjska tenisistka
  - Katarzyna Rusin, polska snowboardzistka
  - Booboo Stewart, amerykański aktor, piosenkarz
- 1995:
  - Marine Johannès, francuska koszykarka
  - Nguyễn Công Phượng, wietnamski piłkarz
  - Julija Stupak, rosyjska biegaczka narciarska
- 1996:
  - Marco Asensio, hiszpański piłkarz pochodzenia baskijsko-holenderskiego
  - Cristian Pavón, argentyński piłkarz
- 1997:
  - Mamadi Diakite, gwinejski koszykarz
  - Luis Paradela, kubański piłkarz
  - Dominika Poleszak, polska koszykarka
  - Jeremy Shada, amerykański aktor, piosenkarz
- 1998:
  - Maksim Niedasiekau, białoruski lekkoatleta, skoczek wzwyż
  - Borna Sosa, chorwacki piłkarz
  - Taz Taylor, brytyjski motocyklista wyścigowy
- 1999:
  - Pontus Dahlberg, szwedzki piłkarz, bramkarz
  - Porija Jali, irański siatkarz
  - Alisha Lehmann, szwajcarska piłkarka
  - Mykoła Musolitin, ukraiński piłkarz
  - Lubow Nikitina, rosyjska narciarka dowolna
  - Kacper Żuk, polski tenisista
- 2000:
  - Wiktor Kłos, polski piłkarz
  - Jeorjos Pilidis, grecki zapaśnik
  - Damian Tyczyński, polski hokeista
- 2001:
  - Jackson Brundage, amerykański aktor
  - Kirby Dach, kanadyjski hokeista
  - Edin Julardžija, chorwacki piłkarz
  - Víctor Mollejo, hiszpański piłkarz
  - Timofiej Skatow, rosyjski i kazachski tenisista
  - Anastasija Tichonowa, rosyjska tenisistka
- 2002:
  - Moussa Diabaté, francuski koszykarz pochodzenia gwinejskiego
  - Elyanna, palestyńsko-chilijska piosenkarka, autorka tekstów, kompozytorka
- 2003:
  - José Arbío, urugwajski piłkarz, bramkarz
  - Romain Grégoire, francuski kolarz szosowy
  - Hannibal Mejbri, tunezyjski piłkarz
  - Abdullah Radif, saudyjski piłkarz
  - Sebastián Santos, meksykański piłkarz
  - Martin Vitík, czeski piłkarz
- 2004:
  - Adrián Chévez, kostarykański piłkarz
  - Ingrid Aleksandra, norweska księżniczka
  - Frederik Svane, niemiecki szachista
- 2005 – IShowSpeed, amerykański youtuber, streamer, raper

## Zmarli
- 304 lub 305 – Agnieszka Rzymianka, rzymska męczennica, święta (ur. ok. 291)
- 917 – Erchanger, książę Szwabii (ur. 880)
- 1059 – Michał I Cerulariusz, bizantyjski duchowny prawosławny, patriarcha Konstantynopola (ur. ok. 1000)
- 1118 – Paschalis II, papież (ur. 1050)
- 1329 – Henryk II Lew, książę Meklemburgii (ur. 1266)
- 1330 – Joanna II Burgundzka, królowa Francji (ur. ?)
- 1354 – Baldwin Luksemburski, niemiecki duchowny katolicki, arcybiskup Trewiru (ur. 1285)
- 1398 – Fryderyk V, burgrabia Norymbergi (ur. 1333)
- 1498 – Uriel Górka, polski duchowny katolicki, biskup poznański, kanclerz koronny (ur. ok. 1435)
- 1504 – Agnieszka z Aislingen, niemiecka zakonnica, pustelnica, święta (ur. ?)
- 1506 – Jan IV Roth, niemiecki duchowny katolicki, biskup wrocławski, starosta generalny Śląska (ur. 1426)
- 1519 – Luigi d’Aragona, włoski kardynał (ur. 1474)
- 1527:
  - Juan de Grijalva, hiszpański konkwistador (ur. ok. 1480)
  - Jakob van Hoogstraten, niemiecko-flamandzki dominikanin, teolog, inkwizytor (ur. przed 1460)
- 1556 – Maksym Grek, grecki mnich i święty prawosławny (ur. 1475)
- 1573 – Joachim Cureus, niemiecki pisarz, teolog, historyk, lekarz (ur. 1532)
- 1578 – Pijal Pasza, osmański admirał, wezyr pochodzenia chorwackiego (ur. 1515)
- 1586 – Edward Stransham, angielski duchowny katolicki, męczennik, błogosławiony (ur. ok. 1554)
- 1587 – Juraj Drašković, chorwacki duchowny katolicki, biskup Peczu, Zagrzebia i Györu, arcybiskup Kalocsy, kardynał (ur. 1515)
- 1600 – Jerzy Radziwiłł, polski duchowny katolicki, biskup wileński i krakowski, kardynał (ur. 1556)
- 1603 – Erazm Gliczner, polski pisarz, reformator religijny, teolog-polemista, pedagog, tłumacz, przywódca luteran wielkopolskich (ur. 1535)
- 1609 – Joseph Scaliger, francuski uczony renesansowy, filolog klasyczny (ur. 1540)
- 1617 – Jonten Gjaco, IV Dalajlama (ur. 1589)
- 1618 – Krzysztof Kraiński, polski duchowny i kaznodzieja kalwiński (ur. 1556)
- 1672 – (data pogrzebu) Adriaen van de Velde, holenderski malarz (ur. 1636)
- 1683 – Anthony Ashley-Cooper, angielski arystokrata, polityk (ur. 1621)
- 1686 – François Blondel, francuski architekt, teoretyk architektury (ur. 1617/1618)
- 1696 – Józefa Maria z Benigánim, hiszpańska augustianka, błogosławiona (ur. 1625)
- 1722 – Charles Paulet, angielski arystokrata, polityk (ur. 1661)
- 1726 – Kacper Bażanka, polski architekt (ur. ok. 1680)
- 1737 – Ignjat Đurđević, chorwacki i włoski poeta, tłumacz (ur. 1675)
- 1773 – Alexis Piron, francuski dramaturg, aforysta (ur. 1689)
- 1774 – Mustafa III, sułtan Imperium Osmańskiego (ur. 1717)
- 1775 – Jemieljan Pugaczow, kozacki przywódca powstania antyfeudalnego w Rosji (ur. 1742)
- 1782 – Michał Butler, polski szlachcic, polityk (ur. 1715)
- 1788 – Paul d’Albert de Luynes, francuski duchowny katolicki, arcybiskup Sens, kardynał (ur. 1703)
- 1789 – Paul d’Holbach, francuski filozof, encyklopedysta (ur. 1723)
- 1793 – Ludwik XVI, król Francji (ur. 1754)
- 1795:
  - Michel Corrette, francuski organista, kompozytor (ur. 1707)
  - Samuel Wallis, brytyjski oficer marynarki wojennej, żeglarz, odkrywca (ur. 1728)
- 1797 – Tom Johnson, brytyjski bokser (ur. 1750)
- 1799 – Franciszek Bang, koreański męczennik i błogosławiony katolicki (ur. ?)
- 1801:
  - Peter Abildgaard, duński lekarz, weterynarz (ur. 1740)
  - Friedrich Wilhelm von Arnim, pruski hrabia, polityk, premier Prus (ur. 1739)
- 1803 – Kiriłł Razumowski, ostatni kozacki hetman lewobrzeżnej Ukrainy, feldmarszałek rosyjski, wolnomularz (ur. 1728)
- 1804:
  - Michaił Golicyn, rosyjski hrabia, generał-lejtnant (ur. 1731)
  - Aleksander Maciej Ossoliński, polski hrabia, polityk (ur. 1725)
- 1814:
  - Jacques-Henri Bernardin de Saint-Pierre, francuski pisarz, podróżnik, przyrodnik (ur. 1737)
  - Leopold Szersznik, polski jezuita, historyk, slawista, pedagog, bibliofil, fundator biblioteki, pionier muzealnictwa (ur. 1747)
- 1815 – Matthias Claudius, niemiecki poeta (ur. 1740)
- 1817:
  - Joseph Christian Hohenlohe-Bartenstein, niemiecki książę, duchowny katolicki, biskup wrocławski (ur. 1740)
  - Fryderyk Józef Moszyński, polski szlachcic, referendarz wielki litewski, sekretarz wielki litewski, marszałek wielki koronny, generał-major wojsk polskich (ur. 1738)
- 1831 – Ludwig Achim von Arnim, niemiecki pisarz (ur. 1781)
- 1834 – Alexander von Oppeln-Bronikowski, niemiecki pisarz, major Wojska Polskiego Królestwa Kongresowego (ur. 1783)
- 1841 – Thomas Holdup Stevens, amerykański kapitan marynarki wojennej (ur. 1795)
- 1846 – Franciszek IV Habsburg-Este, książę Modeny (ur. 1779)
- 1851:
  - Albert Lortzing, niemiecki kompozytor (ur. 1801)
  - Franz Naegele, niemiecki ginekolog, wykładowca akademicki (ur. 1778)
- 1861 – Bruno Bielawski, polski prozaik, poeta (ur. 1831)
- 1862 – Božena Němcová, czeska pisarka (ur. 1820)
- 1865:
  - Alecu Donici, rumuński poeta, bajkopisarz, tłumacz (ur. 1806)
  - Jan Nepomucen Nowakowski, polski aktor, śpiewak (ur. 1796)
- 1867 – Jan Yi Yun-il, koreański męczennik i święty katolicki (ur. 1823)
- 1868 – Andreas Zelinka, austriacki polityk (ur. 1802)
- 1870 – Aleksandr Hercen, rosyjski pisarz, myśliciel, działacz polityczny (ur. 1812)
- 1871 – Józef Hauke-Bosak, polski generał, uczestnik powstania styczniowego (ur. 1834)
- 1880 – Jakub Kulczycki, polski radca szkolny, polityk (ur. ?)
- 1881:
  - Kornel Jan Krzeczunowicz, polski ziemianin, działacz społeczny, polityk (ur. 1815)
  - Wilhelm Matthias Näff, szwajcarski polityk, prezydent Szwajcarii (ur. 1802)
- 1884 – Auguste Franchomme, francuski kompozytor (ur. 1808)
- 1885 – Jan Epstein, polski przedsiębiorca, bankier, filantrop pochodzenia żydowskiego (ur. 1805)
- 1887 – Jan Dąbrowski, polski duchowny katolicki, działacz narodowy, pedagog (ur. 1810)
- 1888:
  - Stanisław Błociszewski, polski oficer, uczestnik powstania listopadowego (ur. 1804)
  - George Robert Waterhouse, brytyjski przyrodnik (ur. 1810)
- 1891:
  - Calixa Lavallée, kanadyjski muzyk, kompozytor (ur. 1842)
  - Jean-Louis-Ernest Meissonier, francuski malarz (ur. 1815)
- 1892 – John Couch Adams, brytyjski astronom, matematyk (ur. 1819)
- 1894:
  - Vojislav Ilić, serbski pisarz (ur. 1862)
  - Karl Lüdecke, niemiecki architekt (ur. 1826)
  - Józef Apolinary Rolle, polski psychiatra, historyk amator (ur. 1830)
- 1895 – Florian-Jules-Félix Desprez, francuski duchowny katolicki, arcybiskup Tuluzy, kardynał (ur. 1807)
- 1896 – Karl Adolf Baumbach, niemiecki polityk (ur. 1844)
- 1899 – Edward Cichocki, polski architekt (ur. 1833)
- 1900 – John Johnston, amerykański traper, myśliwy (ur. 1824)
- 1901 – Elisha Gray, amerykański inżynier elektryk, przedsiębiorca (ur. 1835)
- 1903 – Vilma Illing, austriacka aktorka (ur. 1871)
- 1904 – Albert von Maybach, niemiecki prawnik, sędzia, urzędnik kolejowy, polityk (ur. 1823)
- 1913 – August Witkowski, polski fizyk, wykładowca akademicki (ur. 1854)
- 1916 – Franciszek Teofil Borys, polski poeta, prozaik, dramaturg (ur. 1877)
- 1919 – Gojong, cesarz Korei (ur. 1852)
- 1920 – Ludomił German, polski dramaturg, krytyk literacki, polityk (ur. 1851)
- 1922:
  - Hilary Filasiewicz, polski prawnik, działacz społeczny i narodowy (ur. 1846)
  - Józef Nascimbeni, włoski duchowny katolicki, błogosławiony (ur. 1851)
- 1924:
  - Włodzimierz Lenin, rosyjski polityk, działacz komunistyczny, przywódca rewolucji październikowej (ur. 1870)
  - Adalbert Matthaei, niemiecki historyk sztuki i budownictwa (ur. 1859)
  - Wojciech Roj (starszy), tatrzański gazda, kowal, cieśla, przewodnik górski (ur. 1839)
- 1926:
  - Camillo Golgi, włoski fizjolog, cytolog (ur. 1843)
  - Jazep Saławiej, białoruski dziennikarz, działacz społeczny i oświatowy (ur. ?)
- 1927 – Charles Warren, brytyjski oficer, komisarz policji (ur. 1840)
- 1928 – Zdzisław Morawski, polski prawnik, urzędnik państwowy (ur. 1859)
- 1929 – Józef Pomiankowski, polski generał dywizji (ur. 1866)
- 1930 – Jaroslav Vlček, słowacki krytyk i historyk literatury, wykładowca akademicki (ur. 1860)
- 1931:
  - Felix Blumenfeld, rosyjski pianista, kompozytor, dyrygent, pedagog pochodzenia polsko-żydowskiego (ur. 1863)
  - Cesare Burali-Forti, włoski matematyk, wykładowca akademicki (ur. 1861)
  - Robert LeGendre, amerykański lekkoatleta, wieloboista i skoczek w dal (ur. 1898)
- 1932 – Lytton Strachey, brytyjski pisarz, krytyk literacki (ur. 1880)
- 1933 – George Augustus Moore, irlandzki prozaik, poeta, dramaturg, krytyk literacki (ur. 1852)
- 1934:
  - Fryderyk Ferdynand ze Szlezwika-Holsztynu-Sonderburga-Glücksburga, niemiecki arystokrata (ur. 1855)
  - Stanisław Nehring, polski samorządowiec, polityk, poseł na Sejm RP (ur. 1888)
  - Paul Ludwig Troost, niemiecki architekt (ur. 1878)
- 1935 – Hugo Clason, szwedzki żeglarz sportowy (ur. 1865)
- 1936:
  - Michał Zenkteler, polski rolnik, polityk, poseł na Sejm RP (ur. 1890)
  - Józef Żurowski, polski archeolog, prehistoryk, historyk sztuki (ur. 1892)
- 1938:
  - Georges Méliès, francuski karykaturzysta, iluzjonista (ur. 1861)
  - Stefania Przedecka, polska i radziecka działaczka komunistyczna (ur. 1879)
  - Dawid Riazanow, rosyjski teoretyk marksizmu (ur. 1870)
- 1940:
  - Einar Benediktsson, islandzki prawnik, poeta (ur. 1864)
  - Józef Napoleon Czerwiński, polski architekt (ur. 1871)
  - John Duha, amerykański gimnastyk (ur. 1875)
- 1941:
  - Alfons Mańka, polski kleryk, męczennik, Sługa Boży (ur. 1917)
  - Paul Petras, niemiecki prozaik, poeta, dziennikarz (ur. 1860)
  - Jan Sawańczuk, polski działacz społeczny, weteran powstania styczniowego (ur. 1845)
- 1942:
  - Christiaan Cornelissen, holenderski ekonomista, związkowiec, anarchosyndykalista (ur. 1864)
  - Maria Gerson-Dąbrowska, polska malarka, rzeźbiarka, pisarka, historyk i krytyk sztuki, publicystka, pedagog (ur. 1869)
  - Henryk Opieński, polski kompozytor, muzykolog (ur. 1870)
- 1943:
  - Robert Henry English, amerykański kontradmirał (ur. 1888)
  - Béla Jenbach, węgierski aktor, librecista (ur. 1871)
  - Witold Łuniewski, polski psychiatra (ur. 1881)
  - Ragnar Vogt, norweski psychiatra (ur. 1870)
- 1944 – Władysław Okiński, polski socjolog (ur. 1906)
- 1945:
  - Jan Borysewicz, polski żołnierz, kapitan AK (ur. 1913)
  - Aćif Hadžiahmetović, turecki kapitan pochodzenia bośniackiego (ur. 1887)
  - Siergiej Klimienko, radziecki żołnierz (ur. 1925)
  - Wasilij Nowikow, radziecki kapitan, czołgista (ur. 1921)
  - Kārlis Pauļuks, łotewski prawnik, adwokat, polityk (ur. 1870)
- 1946 – Robert Rychtrmoc, czeski generał, kolaborant (ur. 1875)
- 1947 – Rozalija Ziemlaczka, radziecka polityk pochodzenia żydowskiego (ur. 1876)
- 1948 – Ermanno Wolf-Ferrari, włoski kompozytor operowy (ur. 1876)
- 1949 – Józef Edward Grobelny, polski generał brygady (ur. 1873)
- 1950 – George Orwell, brytyjski pisarz, publicysta (ur. 1903)
- 1951:
  - Ernest Cossart, brytyjski aktor (ur. 1876)
  - Yuriko Miyamoto, japońska pisarka (ur. 1899)
- 1952 – Katie Sandwina, amerykańska artystka cyrkowa pochodzenia niemiecko-żydowskiego (ur. 1884)
- 1955:
  - James Duncan, amerykański lekkoatleta, dyskobol (ur. 1887)
  - Archie Hahn, amerykański lekkoatleta, sprinter (ur. 1880)
- 1957 – Mark Sieriejski, rosyjski psychiatra, endokrynolog (ur. 1885)
- 1959:
  - Cecil B. DeMille, amerykański reżyser filmowy (ur. 1881)
  - Stanisław Młodożeniec, polski poeta (ur. 1895)
  - Carl Switzer, amerykański aktor (ur. 1927)
- 1961:
  - John J. Becker, amerykański kompozytor, dyrygent, pedagog (ur. 1886)
  - Blaise Cendrars, francuski prozaik, poeta pochodzenia szwajcarskiego (ur. 1887)
  - Stanisław Wyrębski, polski działacz oświatowy, bibliotekarz, powstaniec wielkopolski (ur. 1899)
- 1962 – Harold Dickason, brytyjski gimnastyk (ur. 1890)
- 1963:
  - Iwan Filippow, radzidcki polityk (ur. 1905)
  - Stanisław Grzesiuk, polski pisarz, pieśniarz (ur. 1918)
  - Franz Jung, niemiecki ekonomista, pisarz, polityk (ur. 1888)
  - Ingar Nielsen, norweski żeglarz sportowy (ur. 1895)
  - Al St. John, amerykański aktor (ur. 1892)
- 1965:
  - Geeta Bali, indyjska aktorka (ur. 1930)
  - Arie Bieshaar, holenderski piłkarz (ur. 1899)
  - Dixie Bibb Graves, amerykańska polityk (ur. 1882)
  - Tadeusz Teodorowicz, polski i brytyjski żużlowiec (ur. 1931)
- 1966 – Cyril Seedhouse, brytyjski lekkoatleta, sprinter (ur. 1892)
- 1967:
  - Stanisław Brukalski, polski architekt, wykładowca akademicki (ur. 1894)
  - Siergiej Butuzow, radziecki polityk (ur. 1909)
  - Jan Gomoła, polski działacz plebiscytowy, powstaniec śląski (ur. 1875)
  - Ann Sheridan, amerykańska aktorka (ur. 1915)
  - Mieczysław Smolarski, polski prozaik, poeta, eseista, historyk literatury (ur. 1888)
  - Roman Ślączka, polski prawnik, adwokat, pionier ruchu skautowego, działacz niepodległościowy i narodowy, pedagog (ur. 1895)
- 1968:
  - Aleksandr Arbuzow, radziecki chemik, wykładowca akademicki, polityk (ur. 1877)
  - Frances Dade, amerykańska aktorka (ur. 1910)
  - Georg Dertinger, wschodnioniemiecki dziennikarz, polityk (ur. 1902)
  - Jacob Gundersen, norweski zapaśnik (ur. 1875)
  - Aleksander Nowakowski, polski specjalista w dziedzinie włókiennictwa, wykładowca akademicki (ur. 1900)
- 1969 – Giovanni Comisso, włoski pisarz, dziennikarz (ur. 1895)
- 1970 – Franz Aigner, austriacki sztangista (ur. 1892)
- 1971 – Maria Sągajłło, polska chemik, wykładowczyni akademicka (ur. 1890)
- 1972:
  - Aleksandr Abramowicz, radziecki działacz bolszewicki, wywiadowca (ur. 1888)
  - Oliver Lyttelton, brytyjski arystokrata, polityk (ur. 1893)
  - Stanisław Łapot, polski hutnik szkła, polityk, poseł na Sejm PRL, wicepremier (ur. 1914)
  - Józef Trojok, polski działacz narodowy, powstaniec śląski, poseł na Sejm Śląski (ur. 1890)
- 1973:
  - William Langford, kanadyjski wioślarz (ur. 1896)
  - Bence Szabolcsi, węgierski muzykolog, historyk muzyki, wykładowca akademicki (ur. 1899)
- 1975:
  - Halina Iwańska, polska tancerka, pedagog (ur. 1899)
  - Mascha Kaléko, niemiecka poetka pochodzenia żydowskiego (ur. 1907)
- 1976:
  - Eugeniusz Ilmurzyński, polski leśnik, wykładowca akademicki (ur. 1898)
  - Joseph-Marie-Eugène Martin, francuski duchowny katolicki, arcybiskup Rouen, kardynał (ur. 1891)
- 1977:
  - Boris Monastyrski, rosyjski operator filmowy (ur. 1903)
  - Antoni Siwicki, polski generał brygady (ur. 1900)
- 1978 – Ołeksa Hirnyk, ukraiński działacz nacjonalistyczny, więzień polityczny (ur. 1912)
- 1979:
  - Andrzej Antkowiak, polski aktor (ur. 1936)
  - Isidor Eriksson, szwedzki piłkarz (ur. 1909)
  - Wiktor Kisielow, radziecki polityk (ur. 1907)
  - Halina Rapacka, polska aktorka, scenarzystka, dramatopisarka (ur. 1901)
  - Erich Ripperger, wschodnioniemiecki pułkownik, p.o. szefa wywiadu wojskowego (ur. 1909)
- 1980 – Michel Adlen, francuski malarz pochodzenia ukraińsko-żydowskiego (ur. 1898)
- 1981 – Cuth Harrison, brytyjski kierowca wyścigowy (ur. 1906)
- 1983:
  - Johan Grøttumsbråten, norweski biegacz narciarski, kombinator norweski (ur. 1899)
  - Dana Medřická, czeska aktorka (ur. 1920)
  - Hieronim Powiertowski, polski neurochirurg, wykładowca akademicki (ur. 1915)
  - Antonio Siddi, włoski lekkoatleta, sprinter (ur. 1923)
  - Helena Rzadkowska, polska historyk, wykładowczyni akademicka (ur. 1902)
  - Sol Spiegelman, amerykański biolog molekularny, wykładowca akademicki pochodzenia żydowskiego (ur. 1914)
- 1984:
  - Roger Blin, francuski aktor, reżyser teatralny (ur. 1907)
  - Mary Angeline Teresa McCrory, szkocka zakonnica, czcigodna Służebnica Boża (ur. 1893)
  - Michaił Lesieczko, radziecki polityk (ur. 1909)
  - Jackie Wilson, amerykański piosenkarz (ur. 1934)
  - Siergiej Wojciechowski, rosyjski działacz emigracyjny, poeta, prozaik, publicysta pochodzenia polskiego (ur. 1900)
- 1985:
  - Yusufu Lule, ugandyjski polityk, prezydent Ugandy (ur. 1912)
  - Stanisław Siebert, polski działacz śpiewaczy (ur. 1906)
  - Piotr Zamczałow, radziecki pułkownik (ur. 1913)
- 1986:
  - Gordon Holmes MacMillan, brytyjski generał broni (ur. 1897)
  - Krystyna Pieradzka, polska historyk, mediewista, wykładowczyni akademicka (ur. 1908)
- 1987:
  - Chasan Bekturganow, radziecki i kazachski polityk (ur. 1922)
  - Charles Goodell, amerykański polityk (ur. 1926)
  - Stanisław Hoszowski, polski historyk, wykładowca akademicki (ur. 1904)
- 1988:
  - E. B. Ford, brytyjski entomolog, genetyk, wykładowca akademicki (ur. 1901)
  - Marie Vojtěcha Hasmandová, czeska zakonnica, przełożona generalna zgromadzenia boromeuszek, czcigodna Służebnica Boża (ur. 1914)
- 1989:
  - Muharrem Bajraktari, albański pułkownik, polityk (ur. 1896)
  - Jerzy Kryński, polski elektroenergetyk, wykładowca akademicki (ur. 1903)
  - Mahmud Namdżu, irański sztangista (ur. 1918)
  - Billy Tipton, amerykański pianista i saksofonista jazzowy (ur. 1914)
- 1990:
  - Adolf Cieślik, polski polityk, poseł do KRN i na Sejm Ustawodawczy, członek KC PPR (ur. 1900)
  - Szalwa Gedewaniszwili, gruziński aktor, reżyser filmów animowanych (ur. 1897)
- 1991:
  - Mieczysław Gracz, polski piłkarz (ur. 1919)
  - Witold Kałuski, polski aktor (ur. 1922)
- 1992:
  - Bernard Cornut-Gentille, francuski polityk (ur. 1909)
  - Marita Katuszewa, rosyjska siatkarka (ur. 1938)
- 1993:
  - Felice Borel, włoski piłkarz, trener (ur. 1914)
  - Charlie Gehringer, amerykański baseballista (ur. 1903)
  - Lotte Laserstein, niemiecko-szwedzka malarka (ur. 1898)
  - Leo Löwenthal, niemiecko-amerykański socjolog, filozof pochodzenia żydowskiego (ur. 1900)
  - Daniel Mróz, polski scenograf, rysownik (ur. 1917)
- 1994 – Basil al-Asad, syryjski podpułkownik, inżynier, polityk (ur. 1962)
- 1995:
  - Alex Groza, amerykański koszykarz, trener (ur. 1926)
  - Attila Szekrényessy, węgierski łyżwiarz figurowy (ur. 1913)
- 1996:
  - Roman Cieślewicz, polski grafik, plakacista (ur. 1930)
  - Edem Efraim, brytyjski muzyk, wokalista, członek duetu London Boys (ur. 1959)
  - Dennis Fuller, niemiecki muzyk, wokalista, członek duetu London Boys (ur. 1959)
  - Peter Stadlen, brytyjski pianista, krytyk muzyczny i pedagog (ur. 1910)
- 1998:
  - Yoshifumi Kondō, japoński reżyser i rysownik filmów anime (ur. 1950)
  - Jack Lord, amerykański aktor (ur. 1920)
- 1999:
  - Tadeusz Chorzelski, polski dermatolog (ur. 1928)
  - Alfonso Corona Blake, meksykański reżyser i scenarzysta filmowy (ur. 1919)
  - Susan Strasberg, amerykańska aktorka (ur. 1938)
- 2002:
  - Max Angst, szwajcarski bobsleista (ur. 1921)
  - Stanisław B. Bartkowski, polski chirurg, wykładowca akademicki (ur. 1933)
  - Peggy Lee, amerykańska piosenkarka, aktorka (ur. 1920)
  - Adolfo Marsillach, hiszpański aktor, reżyser teatralny, dramaturg (ur. 1928)
  - Ewald Roscher, niemiecki skoczek narciarski, trener (ur. 1927)
  - Zenon Snylyk, amerykański piłkarz pochodzenia ukraińskiego (ur. 1933)
- 2003:
  - Antonio Domínguez Ortiz, hiszpański historyk, wykładowca akademicki (ur. 1909)
  - Paul Kuusberg, estoński pisarz, działacz komunistyczny (ur. 1916)
  - Józef Murlewski, polski rzeźbiarz (ur. 1911)
  - Zbigniew Waydyk, polski prozaik, poeta (ur. 1924)
- 2004:
  - Nella Filippi, włoska teolog, wykładowczyni akademicka (ur. 1921)
  - Jordan Radiczkow, bułgarski pisarz (ur. 1929)
  - Witold Trzeciakowski, polski ekonomista, wykładowca akademicki, polityk, senator RP, minister bez teki (ur. 1926)
  - Velasco, hiszpański piłkarz (ur. 1921)
- 2005:
  - Ole Due, duński prawnik, sędzia i prezes Trybunału Sprawiedliwości Unii Europejskiej (ur. 1931)
  - Henry Källgren, szwedzki piłkarz (ur. 1931)
  - Kaljo Raid, estoński pastor kompozytor, wiolonczelista (ur. 1921)
  - Siergiej Riachowski, rosyjski seryjny morderca (ur. 1962)
  - Liliana Rydzyńska, polska poetka i pisarka emigracyjna (ur. 1938)
  - Steve Susskind, amerykański aktor (ur. 1942)
  - Theun de Vries, holenderski prozaik, poeta, polityk (ur. 1907)
- 2006:
  - Irena Bączkowska, polska pisarka (ur. 1902)
  - Karlheinz Liefers, niemiecki aktor, reżyser filmowy (ur. 1941)
  - Ibrahim Rugova, albański polityk, prezydent Kosowa (ur. 1944)
  - Yu Xunfa, chiński flecista (ur. 1946)
- 2007:
  - Maria Cioncan, rumuńska lekkoatletka (ur. 1977)
  - Peer Raben, niemiecki producent filmowy, aktor (ur. 1940)
  - Zdzisław Rurarz, polski dyplomata (ur. 1930)
- 2008:
  - Wesley Ngetich, kenijski lekkoatleta, maratończyk (ur. 1977)
  - Luiz Carlos Tourinho, brazylijski aktor (ur. 1964)
- 2009:
  - Jean Jadot, belgijski duchowny katolicki, wysoki urzędnik Kurii Rzymskiej (ur. 1909)
  - Charles H. Schneer, amerykański producent filmowy, pionier efektów specjalnych (ur. 1920)
- 2011 – Sofia Dyminski, polsko-brazylijska malarka (ur. 1918)
- 2012:
  - Eiko Ishioka, japońska kostiumografka (ur. 1938)
  - Irena Jarocka, polska piosenkarka, aktorka (ur. 1946)
  - Piotr Perżyło, polski lekkoatleta, kulomiot (ur. 1961)
  - Marian Rejewski, polski biolog (ur. 1937)
  - Jerzy Świecimski, polski muzeolog, malarz, filozof, przyrodnik (ur. 1927)
- 2013:
  - Riccardo Garrone, włoski przedsiębiorca, działacz sportowy (ur. 1936)
  - Michael Winner, brytyjski reżyser filmowy (ur. 1935)
- 2014 – Georgi Sławkow, bułgarski piłkarz (ur. 1958)
- 2015:
  - Leon Brittan, brytyjski prawnik, polityk, eurokomisarz (ur. 1939)
  - Wiesław Gola, polski perkusista, członek zespołów Mech i Oddział Zamknięty (ur. 1963)
  - Krystian Seibert, polski architekt, urbanista (ur. 1930)
- 2016:
  - Bill Johnson, amerykański narciarz alpejski (ur. 1960)
  - Bogusław Kaczyński, polski dziennikarz, publicysta i krytyk muzyczny (ur. 1942)
  - Jerzy Patan, polski dziennikarz (ur. 1939)
  - Robert Sassone, francuski kolarz torowy i szosowy (ur. 1978)
- 2017:
  - Marc Baecke, belgijski piłkarz (ur. 1956)
  - Cristina-Adela Foișor, rumuńska szachistka, trenerka (ur. 1967)
  - Jan Geppert, polski malarz (ur. 1929)
- 2018:
  - Yves Alfonso, francuski aktor (ur. 1944)
  - Chartchai Chionoi, tajski bokser (ur. 1942)
  - Khagen Das, indyjski polityk (ur. 1937)
  - Philippe Gondet, francuski piłkarz (ur. 1942)
  - Tsukasa Hosaka, japoński piłkarz (ur. 1937)
  - Jun Tae-soo, południowokoreański aktor (ur. 1984)
  - Jens Okking, duński aktor, polityk, eurodeputowany (ur. 1939)
  - Lidia Ostałowska, polska dziennikarka, reportażystka, działaczka społeczna (ur. 1954)
  - Connie Sawyer, amerykańska aktorka (ur. 1912)
- 2019:
  - Raghbir Singh Bhola, indyjski hokeista na trawie (ur. 1927)
  - Padraic Fiacc, irlandzki poeta (ur. 1924)
  - Paweł Kędzierski, polski reżyser filmów dokumentalnych (ur. 1946)
  - Lothar Kobluhn, niemiecki piłkarz (ur. 1943)
  - Andrzej Liss, polski nauczyciel, polityk, poseł na Sejm RP (ur. 1950)
  - Pedro Manfredini, argentyński piłkarz (ur. 1935)
  - Henryk Orleański, francuski arystokrata (ur. 1933)
  - Emiliano Sala, argentyński piłkarz (ur. 1990)
  - Shivakumara Swami, indyjski przywódca duchowy, działacz humanitarny, superstulatek (ur. 1907)
- 2020:
  - Hadi Bakkusz, tunezyjski polityk, premier Tunezji (ur. 1930)
  - Terry Jones, brytyjski aktor, członek grupy Monty Pythona, pisarz (ur. 1942)
  - Tengiz Sigua, gruziński polityk, premier Gruzji (ur. 1934)
  - Theodor Wagner, austriacki piłkarz (ur. 1927)
- 2021:
  - Stanisław Czartoryski, polski prawnik, dyplomata (ur. 1939)
  - Nathalie Delon, francuska aktorka (ur. 1941)
  - Jean Graton, francuski rysownik, autor komiksów (ur. 1923)
  - José Sorra, filipiński duchowny katolicki, biskup Legazpi (ur. 1929)
  - Erwin Sówka, polski górnik, malarz prymitywista (ur. 1936)
- 2022:
  - Louie Anderson, amerykański komik (ur. 1953)
  - Clark Gillies, kanadyjski hokeista (ur. 1954)
  - Harry Kurschat, niemiecki bokser (ur. 1930)
  - Czesław Krakowski, polski rolnik, przedsiębiorca, polityk, senator RP (ur. 1950)
  - Marcel Mauron, szwajcarski piłkarz (ur. 1929)
  - Anatolij Najman, rosyjski poeta, prozaik, eseista, pamiętnikarz, tłumacz (ur. 1936)
- 2023:
  - B.G., the Prince of Rap, amerykański raper, twórca muzyki eurodance (ur. 1965)
  - Ritt Bjerregaard, duńska historyk, polityk, działaczka samorządowa, eurokomisarz, burmistrz Kopenhagi (ur. 1941)
  - Marek Plura, polski psychoterapeuta, działacz społeczny, polityk, poseł na Sejm i senator RP, eurodeputowany (ur. 1970)
  - Barbara Radecka, polska aktorka (ur. 1938)
  - Włodzimierz Sroka, polski ekonomista (ur. 1967)
- 2024:
  - Maciej Chojnacki, polski koszykarz (ur. 1942)
  - László Grétsy, węgierski językoznawca, wykładowca akademicki, prezenter telewizyjny (ur. 1932)
  - Mokhtar Hasni, tunezyjski piłkarz (ur. 1952)
- 2025:
  - Håkon Bleken, norweski malarz (ur. 1929)
  - Mauricio Funes, salwadorski dziennikarz, polityk, prezydent Salwadoru (ur. 1959)
  - Petr Hannig, czeski piosenkarz, producent muzyczny, polityk (ur. 1946)
  - Garth Hudson, kanadyjski muzyk rockowy, pianista, saksofonista, członek zespołu The Band (ur. 1937)
  - Tomasz Skirecki, polski anestezjolog (ur. 1987)
  - Krystyna Sieraczyńska, polska malarka (ur. 1927)
  - Keiichi Suzuki, japoński łyżwiarz szybki (ur. 1942)